# NGC 2061
NGC 2061 је група звезда у сазвежђу Голуб која се налази на NGC листи објеката дубоког неба.
Деклинација објекта је - 34° 0' 14" а ректасцензија 5h 42m 41,9s. Привидна величина (магнитуда) објекта NGC 2061 износи 9,6. NGC 2061 је још познат и под ознакама ESO 363-**16.